# Zwarte zwanen
Zwarte zwanen (Engelse titel: Black Swans) is een Nederlandse film uit 2005 van Colette Bothof. De film won een Gouden kalf voor beste geluid op het Nederlands filmfestival in Utrecht. De film speelt zich af en is ook opgenomen in het Spaanse Costa de Almería, het werd er opgenomen in 2003, maar kwam mede door financieringsproblemen pas uit in 2005.
De titel verwijst naar het oude kinderliedje Witte zwanen, zwarte zwanen.

## Verhaal
De film gaat over de ontluikende liefde tussen Marleen en Vince die elkaar tot waanzin drijven. Marleen lijdt een dromerig bestaan en werkt in het dagelijks leven in een bejaardentehuis aan de Spaanse kust. Op een dag komt Vince aanvaren in zijn vissersboot, dit nadat hij autopech kreeg in Afrika, tijdens zijn Saharatocht. De twee vallen als een blok voor elkaar, en er volgt een even gepassioneerde als dramatische liefde. Uiteindelijk gaat het Vince benauwen als Marleen steeds meer wil. Als Vince er op een dag niet is, raakt ze in paniek en verwondt ze zichzelf waardoor ze in het ziekenhuis terechtkomt.

## Rolverdeling
- Carice van Houten: Marleen
- Dragan Bakema: Vince
- Mohammed Chaara: Mo
- Tamara Louw: Theresa
- Mercedes Lotero: Maria